# آکانتهیستیوس
آکانتهیستیوس (نام علمی: Acanthistius) نام یک سرده از زیرخانواده آنتیاس‌ها است.